# Timothy W. Ryback
Timothy W. Ryback (* 1954 bei Ann Arbor, Michigan) ist ein US-amerikanischer Historiker und Publizist.

## Leben und Werk
Ryback ist Stellvertretender Generalsekretär der Académie Diplomatique Internationale (ADI) in Paris und Mitbegründer des Instituts für Historische Gerechtigkeit und Versöhnung (IHJR) in Den Haag. Zuvor war er Direktor und Vize-Präsident des Salzburg Global Seminars sowie Dozent mit Schwerpunkt Geschichte und Literatur an der Harvard University.
Ryback hat vielfach zur europäischen Geschichte, Politik und Kultur publiziert, so unter anderem in The Atlantic Monthly, The New Yorker und der New York Times.
Er ist der Autor des 2000 erschienenen und vielbeachteten Buches The Last Survivor: Legacies of Dachau, welches auch unter dem deutschen Titel Der letzte Überlebende: auf der Suche nach Alfred Zahlenfeldt erschienen ist.
Ebenfalls von ihm ist die Monographie Hitler’s private library: the books that shaped his life, erschienen 2008 im Verlag Alfred A. Knopf. Das Buch ist in mehr als zwei Dutzend Ausgaben weltweit erschienen, hat vielfach Anerkennung für die gelieferten Einsichten in Hitlers Leben und Persönlichkeit erfahren, wurde aber auch für einige Ungenauigkeiten und Unvollständigkeit der Betrachtung kritisiert. Ian Kershaw hat das Buch als „elegant geschrieben, akribisch recherchiert und faszinierend“ gelobt.
Ryback ist außerdem durch seine am Vorabend des Zusammenbruchs des Ostblocks erschienene Darstellung der Rockmusik-Szene in Osteuropa und der Sowjetunion Rock Around the Bloc: A History of Rock Music in Eastern Europe and the Soviet Union, erschienen 1989 bei Oxford University Press, international bekannt geworden.

## Werke (Auswahl)
- Takeover: Hitler’s Final Rise to Power. Random House, New York 2024, ISBN 978-0-593-53742-8.
- Timothy W. Ryback: Hitler’s private library: the books that shaped his life. Knopf, New York 2008, ISBN 978-1-4000-4204-3.
  - Timothy W. Ryback: Hitlers Bücher: seine Bibliothek – sein Denken. Übersetzung Heike Schlatterer. Mit einem Vorw. von Norbert Frei. Fackelträger-Verl., Köln 2010, ISBN 978-3-7716-4437-6.
- Timothy W. Ryback: Der letzte Überlebende: auf der Suche nach Alfred Zahlenfeldt. Siedler, Berlin 2000, ISBN 3-88680-691-X.
- Timothy W. Ryback: Rock around the bloc: a history of rock music in Eastern Europe and the Soviet Union. Oxford Univ. Press, New York 1990, ISBN 0-19-505633-7.

## Filmografie
- Claus Bredenbrock, Jascha Hannover: Die Bücher, die Hitler nicht verbrannte auf YouTube (Arte-Doku, 2021, 92 Min)